# Fåfängan, Hangö
Fåfängan är en ö i Finland. Den ligger i Skärgårdshavet eller Finska viken och i kommunen Hangö i den ekonomiska regionen  Raseborg i landskapet Nyland, i den sydvästra delen av landet. Ön ligger omkring 110 kilometer väster om Helsingfors.
Öns area är 5,2 hektar och dess största längd är 340 meter i nord-sydlig riktning. Ön höjer sig omkring 20 meter över havsytan.